# Kadia Molodowsky
Kadia Molodowsky (aussi écrit Kadya Molodowsky  ; 10 mai 1894 à Bereza Kartuska – 23 mars 1975 à Philadelphie) est une poétesse, professeure de yiddish et d'hébreu et écrivaine de langue yiddish américaine. Elle a publié six recueils de poésie au cours de sa vie, et est largement reconnue comme une figure de la poésie yiddish du XXe siècle,.
Molodowsky s'est d'abord fait connaître comme poétesse et intellectuelle du monde littéraire yiddish lorsqu'elle vivait à Varsovie, dans la nouvellement indépendante Pologne pendant l'entre-deux-guerres,. Certains de ses poèmes et de ses histoires ont été mis en musique et chanté dans les écoles yiddish à travers le monde. Elle est aussi connue pour ses romans, ses drames, et ses histoires courtes. En 1935, elle émigre aux États-Unis, où elle a continue de publier en yiddish. Elle a également fondé et modifié deux revues internationales en yiddish, Heym (Maison) et Svive (Milieu,).

## Biographie
Née dans le shtetl de Biaroza-Kartouskaïa (maintenant Biaroza), dans le gouvernement de Grodno dans l'Empire russe (aujourd'hui en Biélorussie), Molodowsky est instruite à la maison à la fois sur le plan religieux et profane. Tandis que son père, un enseignant dans une école élémentaire juive traditionnelle, un Heder, lui fait étudier le Pentateuque, la Guémara, l'histoire juive et l'hébreu moderne, sa grand-mère paternelle lui apprend le yiddish ; avec des tuteurs privés, elle étudie des sujets laïques en russe, y compris la géographie, la philosophie et l'histoire du monde. La mère de Molodowsky dirige un magasin de marchandises sèches et, plus tard, une usine de fabrication de kvas.
Molodowsky termine l'école secondaire à l'âge de 17 ans. Après l'obtention de son certificat d'enseignement à Biaroza, elle étudie la pédagogie hébraïque avec Yehiel Halperin à Varsovie, en 1913-1914. À la suite du déclenchement de la Première Guerre mondiale, elle donne des cours en Ukraine pour les enfants qui ont été déplacées. En 1916, elle suit Halperin à Odessa, où il a déménagé pour échapper à la guerre. À Odessa, Molodowsky enseigne à la maternelle et à l'école élémentaire.
En 1917, lors d'une tentative pour revenir dans sa ville natale, elle est prise au piège dans Kiev, où elle reste plusieurs années ; elle survit aux pogroms de 1919.
Tout en vivant à Kiev, Molodowsky est influencée par le cercle littéraire Yiddish de David Bergelson et, en 1920, publie ses premiers poèmes dans le journal yiddish Eygns (« le nôtre »). En 1921, elle épouse le journaliste et universitaire Simha Lev et ensemble, ils s'installent à Varsovie, désormais indépendante de la Pologne.
À Varsovie, Molodowsky publie son premier livre de poésie, Kheshvndike nekht (« Nuits de Heshvan ») en 1927, suivi par plusieurs autres, y compris Dzshike gaz (« Rue Dzshike ») en 1933,. Tout au long de ses années à Varsovie, elle enseigne le yiddish dans les écoles primaires gérées par l'Organisation centrale scolaire yiddish (Tsentrale Yidishe Shul-Organizatsye, TSYSHO ou CISZO) ; elle enseigne également l'hébreu dans une école de la communauté juive le soir.
Molodowsky émigre aux États-Unis en 1935 et s'installe dans la ville de New York, où son mari la rejoint peu de temps après. Parmi ses œuvres dans l'après-deuxième Guerre mondiale, elle est particulièrement reconnue pour sa collection Der melekh David aleyn iz geblibn (Seulement le Roi David est resté, 1946), des poèmes écrits en réponse à l'Holocauste, y compris un de ses poèmes les plus connus, Eyl Khanun (Dieu miséricordieux), composé en 1945.
De 1949 à 1952, Molodowsky et son mari vivent à Tel-Aviv, dans le nouvel État d'Israël, où elle édite le journal yiddish Di Heym (La Maison), publié par le groupe de travail du Conseil des Femmes (Moetzet Hapoalot). À la fin de 1952, Molodowsky démissionne de son rôle d'éditrice de Heym, et elle et son mari rentrent à New York.
De retour en 1943, Molodowsky a co-fondé le journal yiddish Di Svive (Le Milieu) à New York, en publiant sept volumes jusqu'en 1944 ; dans les années 1960, elle relance le journal (sous le même titre) et continue de l'éditer jusqu'aux dernières années de sa vie. Son autobiographie, Fun Mayn Elter-zeydns Yerushe (« Héritage de mon arrière-grand-père ») est publiée sous une forme sérialisée dans Svive de mars 1965 à avril 1974.
En 1971, Molodowsky est honorée par le prix Itsik Manguer pour les lettres yiddish.
Le mari de Molodowsky, Simha Lev, décède à New York en 1974. De santé fragile, elle déménage à Philadelphie pour être plus près de ses proches et meurt dans une maison de soins infirmiers le 23 mars 1975.

## Recueils de poésie
- Kheshvendike nekht: lider, Vilnius, B. Kletskin, 1927
- Dzshike de gaz, Varsovie, Literarishe Bleter, 1933
- Freydke, Varsovie, Literarishe Bleter, 1935
- In land fun mayn gebeyn, Chicago, Farlag L. M. Shteyn, 1937
- Der melekh dovid aleyn iz geblibn, New York, Farlag Papirene Brik, 1946
- Likht plaisir dornboym, Buenos Aires, Farlag Poaley Tsion Histadrout, 1965